# Kelly O'Sullivan
Kelly O'Sullivan (nacida en 1983/1984) es una actriz, guionista y productora estadounidense. Escribió y protagonizó Saint Frances (2019), que ganó el Premio del Público y el Premio Especial del Jurado en el Festival de Cine SXSW de 2019. También escribió y codirigió con Alex Thompson, Ghostlight (2024).

## Biografía
O'Sullivan nació y creció en Little Rock, Arkansas, de madre contadora y padre que trabajaba en seguros médicos. Se crio como católica irlandesa y asistió a la escuela de la Inmaculada Concepción hasta el octavo grado.
O'Sullivan siempre quiso ser actriz y, apoyada por sus padres cinéfilos, actuó en obras de teatro infantiles locales desde los cinco años. Estudió teatro en la Universidad del Noroeste y también es alumna de la Escuela de la Compañía de Teatro Steppenwolf en Steppenwolf en Chicago.
Inspirada por Greta Gerwig, quien dirigió Lady Bird, O'Sullivan escribió Saint Frances basándose en las experiencias que tuvo mientras trabajaba como niñera para apoyar su difícil carrera como actriz cuando tenía 20 años y un aborto que tuvo cuando tenía poco más de 30 años. Comenzó a trabajar en el guion en enero de 2018, y ya tenía la intención de que la película fuera dirigida por su pareja Alex Thompson. Escribió los papeles de las madres lesbianas en la película para Lily Mojekwu y Charin Alvarez.
En 2024, O'Sullivan codirigió con Thompson, Ghostlight, que tuvo su estreno mundial en el Festival de Cine de Sundance de 2024 y se estrenó en junio de 2024, por IFC Films y Sapan Studio.
El próximo proyecto de O'Sullivan, que será codirigido con Thompson, trata sobre la amistad entre chicas de secundaria.

## Vida personal
O'Sullivan tiene una relación con el director Alex Thompson. Se identifica como una feminista agnóstica. Ha declarado que su película favorita es Abbott and Costello Meet Frankenstein (1948).

## Filmografía

### Películas
| Año  | Título                        | Papel               | Notas                                                       |
| ---- | ----------------------------- | ------------------- | ----------------------------------------------------------- |
| 2011 | In Memoriam                   | Kelly               |                                                             |
| 2015 | Henry Gamble's Birthday Party | Candice Noble       |                                                             |
| 2015 | Sleep With Me                 | Rachel              |                                                             |
| 2016 | Jessica                       | Pam                 |                                                             |
| 2017 | Ladies' Night                 | Kelly               | Cortometraje, escritora, productora ejecutiva y codirectora |
| 2018 | Olympia                       | Becca               |                                                             |
| 2018 | Not Welcome                   | Penelope            |                                                             |
| 2019 | Saint Frances                 | Bridget             | Escritora y productora ejecutiva                            |
| 2022 | Cha Cha Real Smooth           | Bella               | [ 13 ]                                                      |
| 2022 | Rounding                      | Dra. Kayla Matthews | [ 14 ]                                                      |
| 2023 | The Graduates                 | Vicki               |                                                             |
| 2024 | Ghostlight                    | -                   | Directora, escritora                                        |

### Televisión
| Año       | Título            | Papel                      | Notas                     |
| --------- | ----------------- | -------------------------- | ------------------------- |
| 2012      | Battleground      | Sarah                      | 4 episodios               |
| 2012      | The Mob Doctor    | Annabelle Hanson           | 1 episodio                |
| 2014-2015 | Sirens            | Valentina 'Voodoo' Dunacci | Recurrente (22 episodios) |
| 2015      | The History of Us | Katie                      | Película de televisión    |

### Videojuegos
| Año  | Título     | Papel             | Notas |
| ---- | ---------- | ----------------- | ----- |
| 2014 | Watch Dogs | Voces adicionales | Voz   |